# 세레브로사이드
세레브로사이드(영어: cerebroside)는 동물의 근육과 신경 세포막의 중요한 구성 요소인 모노글리코실세라마이드(영어: monoglycosylceramide)라고 하는 당스핑고지질 부류의 일반명이다.
세레브로사이드는 1-하이드록실 부분에 단순당 잔기가 있는 세라마이드로 구성된다. 단순당 잔기는 포도당 또는 갈락토스일 수 있다. 따라서 세레브로사이드의 두 가지 주요 유형은 글루코세레브로사이드(일명 글루코실세라마이드) 및 갈락토세레브로사이드(일명 갈락토실세라마이드)이다. 갈락토세레브로사이드는 일반적으로 신경 조직에서 발견되는 반면, 글루코세레브로사이드는 다른 조직에서 발견된다.

## 구조
세레브로사이드의 기본 구조는 세라마이드이다. 세라마이드의 말단 하이드록실기(–OH)에 글리코사이드 결합으로 연결된 단당류 또는 다당류를 갖는 모노글리코실세라마이드 또는 올리고글리코실세라마이드는 세레브로사이드로 정의된다. 스핑고신은 세라마이드에 존재하는 주요 긴 사슬 염기이다.
|  |

갈락토실세라마이드는 뇌 조직에서의 주요 당스핑고지질이다. 갈락토실세라마이드는 모든 신경 조직에 존재하며, 회색질의 건조 중량의 2%, 백색질의 12%를 구성할 수 있다. 이들은 희소돌기아교세포의 주요 구성 성분이다. 글루코실세라마이드는 지라(비장), 적혈구 및 신경 조직, 특히 뉴런과 같은 동물 세포에서 낮은 수준으로 발견된다. 글루코실세라마이드는 피부 지질의 주요 구성 성분으로 각질층의 라멜라체 형성과 피부의 수분 투과성 장벽을 유지하는 데 필수적이다. 글루코실세라마이드는 식물, 균류, 동물이 공통적으로 가지고 있는 유일한 당스핑고지질이다. 글루코실세라마이드는 일반적으로 식물의 주요 당스핑고지질로 간주된다. 글루코실세라마이드는 원형질막의 외층의 주요 구성 요소이다. 갈락토실세라마이드는 식물에서 발견되지 않았다.
모노갈락토실세라마이드는 신경의 수초의 가장 큰 단일 성분이다. 따라서 세레브로사이드 합성은 수초 형성 또는 재수초화로 측정할 수 있다. 당 부분은 락토실세라마이드에서와 같이 세라마이드의 C-1 하이드록실기에 글리코사이드 결합으로 연결된다. 설파타이드로 알려진 황산 에스터(황산염) 그룹을 포함하는 세레브로사이드는 신경의 수초에서도 생성된다. 이러한 화합물은 바람직하게는 모체 당스핑고지질의 황산염으로 명명된다.

## 합성
모노글리코실세라마이드의 생합성은 UDP-갈락토스 또는 UDP-포도당과 같은 당뉴클레오타이드에서 세라마이드 단위로의 탄수화물 부분의 직접적인 전달을 필요로 한다. 글리코실기전이효소의 촉매 반응은 α→β로 변화하는 글리코사이드 결합에 대한 입체화학의 변화를 초래한다. 갈락토실세라마이드와 글루코실세라마이드의 합성은 각각 소포체의 내강 표면과 초기 골지체 막의 세포질 쪽에서 일어난다.

## 물리적 특성
세레브로사이드의 녹는점은 37.0 °C 이상으로 생리학적 체온보다 상당히 높으며 당지질에 액정 구조와 유사한 파라결정질을 제공한다. 세레브로사이드 분자는 당의 극성 수소와 세라마이드의 스핑고신 염기의 하이드록실기 및 아마이드기 사이에 최대 8개의 분자 간 수소 결합을 형성할 수 있다. 세레브로사이드 내의 이러한 수소 결합은 분자들이 높은 전이 온도와 조밀한 정렬을 가지도록 한다. 콜레스테롤과 함께 모노글리코실세라마이드는 단백질 결합 및 효소-수용체 상호작용에서 중요한 부위인 지질 뗏목 마이크로 도메인에 널리 퍼져 있다.

## 이화작용
스핑고지질의 분해는 동물 세포에서 소화 효소를 가지고 있는 리소좀에서 일어난다. 리소좀은 당스핑고지질을 주요 구성 성분인 지방산, 스핑고신, 당류로 분해한다.

## 화학적 분석
모노글리코실세라마이드의 분석은 고해상도 박층 크로마토그래피, 고성능 액체 크로마토그래피(HPLC) 및 질량분석법으로 수행할 수 있다. 역상 고성능 액체 크로마토그래피는 이제 종종 벤조일화 후 분자종의 분리를 위한 표준적인 방법으로, UV 분광광도법에 의해 지질을 검출할 수 있다.

## 질병에서의 역할
고셔병은 글루코세레브로사이드 분해의 결함으로 인한 것이다.
갈락토세레브로사이드 분해의 결함으로 인한 질병으로는
a) 파브리병 – 세라마이드 트라이헥소사이드(글로보트라이아오실세라마이드)의 축적으로 인한 질병, 임상적 특징으로는 말단부 감각 이상(사지의 따금거림, 저림 및 바늘로 찌르는 듯한 감각)이 있다.
b) 크라베병 – 갈락토세라브로사이드(갈락토실세라미데이스의 결핍)의 축적으로 인한 질병

## 같이 보기
- 당지질
- 스핑고지질
- 당스핑고지질